# Eriocranioidea
Eriocranioidea là một liên họ đơn họ côn trùng trong bộ Cánh vẩy phân bố hạn chế ở miền Toàn bắc (Holarctic), hiện có 6 chi. Liên họ này gồm các loài bướm đêm nhỏ, màu kim loại bay vào ban ngày. Chúng có một cái vòi để uống nước. Ấu trúng là sâu cuốn lá  ký sinh Fagales, chủ yếu là cây bạch dương (Betula) và sồi (Quercus) nhưng một ít sống trên Salicales và Rosales (Kristensen, 1999).

## Hình ảnh

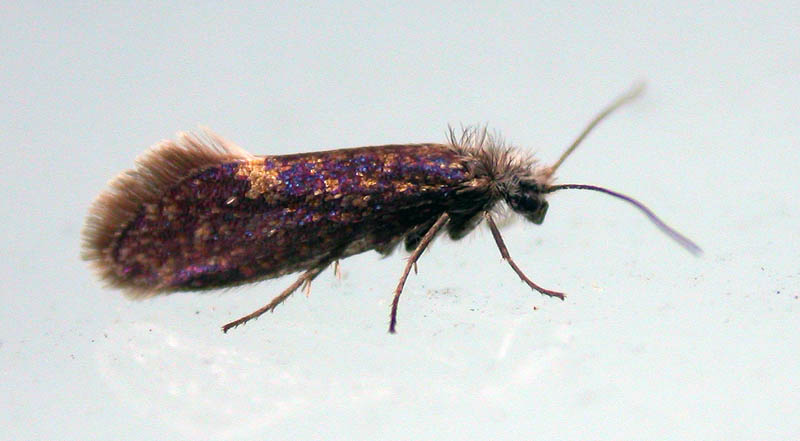
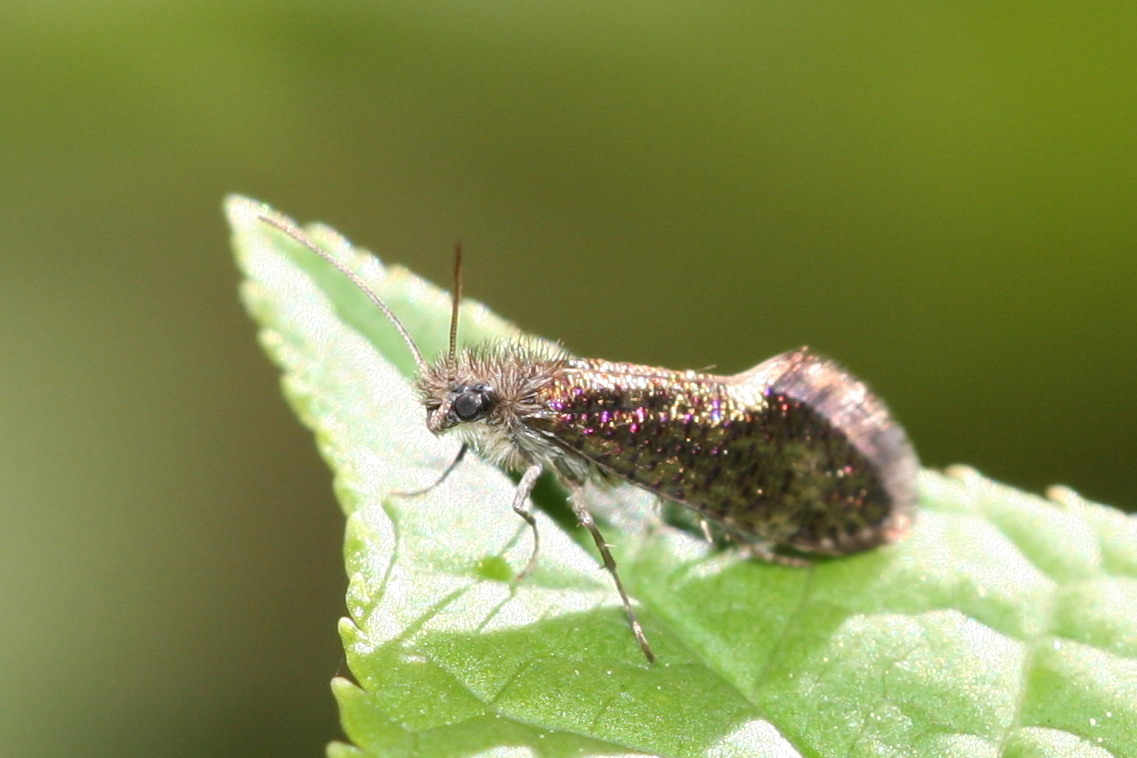